# 6528 Boden
6528 Boden (1993 FL24) là một tiểu hành tinh vành đai chính.